# Jean Alphonse
Jean Alphonse také João Affonso ve Francii Jean Fonteneau (1484 Saintonge, Francie – prosinec 1544 nebo 1549,? La Rochelle) byl francouzský cestovatel, mořeplavec a korzár v portugalských službách.
Jeho ženou byla Victorina Alfonso, odtud má svou přezdívku Affonso. Již ve svých 12. letech se připojil k portugalskému obchodnímu loďstvu. V jejich službách navštívil Brazílii, západní Afriku, a kolem mysu Dobré naděje k Madagaskaru a do Asie. V roce 1540 byl již známým mořeplavcem, proto byl pověřen vedením flotily do západní Afriky a Karibiku, kde neztratil žádnou ze svých lodí. Jako korzár vyraboval město Puerto Rico.
V roce 1542–1543 se účastnil ve francouzských službách třetí cesty Jacquese Cartiera do Kanady, kde se snažil najít cestu do Tichého oceánu Severozápadním průjezdem. Nejprve hledal cestu mezi Labradorem a Grónském. Po té plul po řece Svatého Vavřince, kde musel přečkat krutou zimu. Na jaře proplul řekou Saguenay až k jezeru Saint-Jean. Odtud se vrátil k Labradoru a plul na jih podél pobřeží až k Massachusetts.
V roce 1544 narušil lodní dopravu nedaleko La Rochelle, přičemž smlouva podepsána v Crépy mezi Španělskem a Francií to umožňovala. Španělské loďstvo pod velením Pedro Menéndez de Avilése ho zahnalo k La Rochelle, kde byl zabit. Některé prameny uvádějí, že k události došlo v roce 1549.